# Bristol Bombay
Pour les articles homonymes, voir Bombay (homonymie).
Le Bristol Bombay est un avion de transport de troupe britannique, transformable en bombardier moyen, utilisé par la Royal Air Force (RAF) durant la Seconde Guerre mondiale.

## Développement
Le Bristol Bombay a été construit pour répondre à l'appel d'offres Air Ministry Specification C.26/31 (en) qui demandait un bombardier-transport monoplan pour remplacer le Vickers Valentia biplan utilisé dans le Moyen-Orient et en Inde. L'avion devait pouvoir transporter 24 soldats ou une charge équivalente en cargaison comme un transport, et emporter des bombes et armes défensives comme un bombardier. Ce concept d'avion à double finalité était commun aux designs britanniques d'avant-guerre. D'autres concurrents pour cette spécification étaient l'Armstrong Whitworth A.W. 23 et le Handley Page HP.51 (en).
La conception de Bristol, le Type 130, était un monoplan aile haute cantilever  de construction tout en métal. La dernière conception monoplan de Bristol, le Bagshot 1927, avait souffert d'un manque de rigidité en torsion des ailes menant à l'inversion de l'aileron. Cela a conduit à un vaste programme de recherche chez Bristol qui a abouti à une conception d'aile avec un revetement métallique rivée à un cadre interne composé de plusieurs longerons et des nervures. Ce fut la base de l'aile du Bombay, qui avait sept longerons, avec des poutrelles en acier de haute résistance et revetement en Alclad. L'avion avait un double empennage, un train fixe et une roulette de queue.
L'équipage de l'avion se composait d'un pilote, qui était assis dans un cockpit fermé, un navigateur/bombardier, dont la position de travail était dans le nez, et un opérateur radio/mitrailleur, qui partage son temps entre la position de l'opérateur radio derrière le poste de pilotage et une tourelle dans le nez. Lorsque l'avion était utilisé comme un bombardier, un artilleur supplémentaire opérait la mitrailleuse arrière. Dans le prototype, cette position était équipé d'une mitrailleuse Lewis sur un affût Scarff. Sur les avions de production, les deux positions de tir étaient des tourelles à commande hydraulique armées d'une seule mitrailleuses Vickers K. Huit bombes de 250 livres (110 kg) pourraient être emportées sur des supports sous le fuselage,,. 
Le prototype de type 130 a effectué son premier vol le 23 juin 1935,  propulsé par deux moteurs en étoile Bristol Pegasus III de 750 chevaux (560 kW) entraînant des hélices bipales. Le test a réussi et une commande de 80 exemplaires du Bombay a été passée en juillet 1937,.  Ceux-ci diffèrent du prototype en ayant des moteurs plus puissants  (1010 ch (750 kW))  entraînant une hélice Rotol de trois pales à pas variable et sans les carénages de roue équipant les roues du train d'atterrissage sur le prototype. Comme l'usine  Bristol de Filton était en train de construire le Blenheim plus urgent, les avions de production ont été construits par Short & Harland à Belfast. Cependant, la complexité de l'aile du Bombay a retardé la production à Belfast, le premier Bombay n'a pas pu être livré avant 1939  et les 30 restant ont été annulés.

## Histoire opérationnelle
Le premier Bombay de production de  a volé en mars 1939, les livraisons au no 216 Squadron RAF basé en Égypte ont commencé en septembre. Bien que surclassé comme un bombardier sur le théâtre européen, il a servi  avec le 271 Escadron basé en Grande-Bretagne pour le transport de fournitures à la Force expéditionnaire britannique en France en 1940,. En juin 1940, le pilote français Jean-François Demozay a emprunté un Bombay abandonné pour aller avec 15 autres français en Angleterre, après quoi il est devenu un as de la RAF.
Le Bombay servait principalement au Moyen-Orient, en particulier avec le 216 Squadron, qui exploitait la plupart des Bombays construits. Lorsque la guerre avec l'Italie a commencé en juin 1940, en l'absence d'appareils plus modernes, les Bombays de 216e Escadron ont été utilisés comme bombardiers de nuit, ainsi que dans leur rôle principal d'avions de transport,. La cargaison de bombes de 250 lb de conception a été complétée par des bombes improvisées jetées à la main par de la porte de soute,. L'avion a effectué des sorties  de bombardements contre des cibles dans le désert occidental, dont Benghazi et Tobrouk, et contre la Somalie italienne, jusqu'à ce que l'arrivée des bombardiers Vickers Wellington  en Égypte permettant au Bombay de se recentrer sur les opérations de transport,. 
Dans le rôle de transport, ils ont transporté des fournitures et évacué les blessés pendant le siège de Tobrouk,  tandis que le 2 mai 1941, les Bombay du No. 216 Squadron RAF ont évacué la famille royale grecque de Crète en Égypte. Ensuite le même mois, les Bombay ont joué un rôle important dans le convoyage des troupes pendant la guerre anglo-irakienne.  Cinq Bombay ont été utilisés par tout nouveau SAS pour sa première opération officielle au Moyen-Orient : un raid sur les cinq aérodromes allemands avancés, le 17 novembre 1941. 
Le lieutenant-général William Gott, le plus haut gradé britannique tué pendant la guerre, est mort lorsque le Bombay où il était a été abattu dans le désert occidental le 7 août 1942. Il était sur le point de prendre le commandement du général Claude Auchinleck. Sa mort a ouvert la voie au général Bernard Montgomery. 
Le Bombay a évacué plus de 2 000 blessés au cours de la campagne de Sicile en 1943, et un équipage a été crédité du rapatriement de 6 000 victimes de Sicile et d'Italie avant que le type soit retiré du service en 1944,.

## Variantes
- Type 130 : Prototype[1].
- Type 130A Bombay Mk I : bombardier moyen bimoteur et des avions de transport de troupes. Désignation d'origine type 130 Mark II[18],[19].
- Type 137 version transport civil proposée. Non construit.
- Type 144  non construit : développement avec train rétractable proposé pour la spécification B.4/34 (remportée par Handley Page Harrow).

## Operateurs
Australie
- Force aérienne royale australienne
  - No. 1 Air Ambulance Unit RAAF (en)[17]

 Royaume-Uni
- Royal Air Force[7]
  - No. 117 Squadron RAF (en)
  - No. 216 Squadron RAF (en)
  - No. 271 Squadron RAF (en)

### Développement lié
- Bristol Type 170 Freighter - le premier ferry air . (L'aile de l'Bristol Freighter était basé sur celui du type 130. )

### Aéronefs comparables
- http://www.adf-serials.com.au/bombay.htm
- Armstrong Whitworth A.W. 23
- Dornier Do 23
- Savoia-Marchetti SM.81